# Ołeksandr Nedowiesow
Ołeksandr Serhijowycz Nedowiesow (ukr. Олександр Сергійович Недовєсов; ros. Александр Сергеевич Недовесов, Aleksandr Siergiejewicz Niedowiesow; ur. 15 lutego 1987 w Ałuszcie) – kazachski tenisista reprezentujący do 2013 roku Ukrainę, reprezentant obu krajów w Pucharze Davisa, medalista igrzysk azjatyckich.

## Kariera tenisowa
W karierze zwyciężył w 3 turniejach ATP Challenger Tour w grze pojedynczej.
W grze podwójnej Nedowiesow osiągnął trzy finały zawodów cyklu ATP Tour.
Najwyżej sklasyfikowany w rankingu singlistów był na 72. miejscu w kwietniu 2014 roku, natomiast w zestawieniu deblistów 7 sierpnia 2023 roku zajmował 44. pozycję.
We wrześniu 2014 roku Nedowiesow wygrał złoty medal podczas igrzysk azjatyckich w Inczonie w konkurencji gry drużynowej. Cztery lata później wywalczył brąz podczas zawodów w Palembangu w rywalizacji mikstów.
W Pucharze Davisa zadebiutował w 2005 roku, w konfrontacji Ukrainy z Węgrami. Przegrał swój mecz singlowy, jednak jego drużyna wygrała wynikiem 3:2. W 2014 roku wziął udział w meczu deblowym ćwierćfinału grupy światowej ze Szwajcarią. Razem z Andriejem Gołubiewem pokonał mistrzów olimpijskich Rogera Federera i Stanislasa Wawrinkę. Pomimo tego Kazachstan przegrał 2:3.

### Finały w turniejach ATP Tour
| Legenda                                      |
| -------------------------------------------- |
| Wielki Szlem                                 |
| Igrzyska olimpijskie                         |
| Tennis Masters Cup / ATP Finals              |
| ATP Masters Series / ATP Tour Masters 1000   |
| ATP International Series Gold / ATP Tour 500 |
| ATP International Series / ATP Tour 250      |

#### Gra podwójna (0–3)
| Końcowy wynik | Nr | Data             | Turniej      | Nawierzchnia | Partner              | Przeciwnicy                       | Wynik finału      |
| ------------- | -- | ---------------- | ------------ | ------------ | -------------------- | --------------------------------- | ----------------- |
| Finalista     | 1. | 9 stycznia 2022  | Melbourne    | Twarda       | Aisam-ul-Haq Qureshi | Wesley Koolhof Neal Skupski       | 4:6, 4:6          |
| Finalista     | 2. | 20 lutego 2022   | Delray Beach | Twarda       | Aisam-ul-Haq Qureshi | Marcelo Arévalo Jean-Julien Rojer | 2:6, 7:6(5), 4–10 |
| Finalista     | 3. | 23 kwietnia 2023 | Banja Luka   | Ceglana      | Francisco Cabral     | Jamie Murray Michael Venus        | 5:7, 2:6          |

### Zwycięstwa w turniejach ATP Challenger Tour w grze pojedynczej
| Końcowy wynik | Nr | Data                 | Turniej  | Nawierzchnia  | Przeciwnik       | Wynik finału |
| ------------- | -- | -------------------- | -------- | ------------- | ---------------- | ------------ |
| Zwycięzca     | 1. | 16 czerwca 2013      | Praga    | Ceglana       | Javier Martí     | 6:0, 6:1     |
| Zwycięzca     | 2. | 22 września 2013     | Szczecin | Ceglana       | Pere Riba        | 6:2, 7:5     |
| Zwycięzca     | 3. | 27 października 2013 | Kazań    | Twarda (hala) | Andriej Gołubiew | 6:4, 6:1     |